# Campeonato Português de Hóquei em Patins Feminino de 2023–24
O Campeonato Português de Hóquei em Patins Feminino é disputado em Portugal desde 1991-92. A época de 2023/24 foi a 33ª edição do maior escalão de Hóquei em Patins Feminino. 

### Fase I - Zona Norte
| Pos | Equipa                | J | V | E | D | GM | GS | Diff | Pts | Classificação        |
| --- | --------------------- | - | - | - | - | -- | -- | ---- | --- | -------------------- |
| 1   | ACD Gulpilhares       | 8 | 8 | 0 | 0 | 65 | 10 | +55  | 24  | Apurado para Grupo 1 |
| 2   | ACD Vila Boa do Bispo | 8 | 4 | 1 | 3 | 28 | 32 | -4   | 13  | Apurado para Grupo 1 |
| 3   | C Infante Sagres      | 8 | 4 | 0 | 4 | 19 | 26 | -7   | 12  | Prova de Apuramento  |
| 4   | CH Carvalhos          | 8 | 3 | 1 | 1 | 25 | 34 | -9   | 10  | Apurado para Grupo 2 |
| 5   | Académico FC          | 8 | 0 | 0 | 8 | 10 | 45 | -35  | 0   | Apurado para Grupo 2 |

### Fase I - Zona Centro
| Pos | Equipa               | J  | V | E | D  | GM | GS | Diff | Pts | Classificação        |
| --- | -------------------- | -- | - | - | -- | -- | -- | ---- | --- | -------------------- |
| 1   | CA Feira             | 10 | 8 | 2 | 0  | 47 | 10 | +37  | 26  | Apurado para Grupo 1 |
| 2   | Escola Livre Azeméis | 10 | 7 | 1 | 2  | 47 | 19 | +28  | 22  | Apurado para Grupo 1 |
| 3   | AD Sanjoanense       | 10 | 7 | 0 | 3  | 41 | 23 | +18  | 21  | Prova de Apuramento  |
| 4   | CENAP                | 10 | 4 | 1 | 5  | 21 | 21 | 0    | 13  | Apurado para Grupo 2 |
| 5   | AA Coimbra           | 10 | 2 | 0 | 8  | 24 | 36 | -12  | 6   | Apurado para Grupo 2 |
| 6   | AF Azarede           | 10 | 0 | 0 | 10 | 9  | 80 | -71  | 0   | Apurado para Grupo 2 |

### Fase I - Zona Sul
| Pos | Equipa            | J  | V  | E | D  | GM  | GS  | Diff | Pts | Classificação        |
| --- | ----------------- | -- | -- | - | -- | --- | --- | ---- | --- | -------------------- |
| 1   | SL Benfica        | 10 | 10 | 0 | 0  | 108 | 20  | +88  | 30  | Apurado para Grupo 1 |
| 2   | HC Turquel        | 10 | 8  | 8 | 2  | 81  | 15  | +66  | 24  | Apurado para Grupo 1 |
| 3   | APAC Tojal        | 10 | 6  | 0 | 4  | 53  | 50  | +3   | 18  | Prova de Apuramento  |
| 4   | Stuart HC Massamá | 10 | 3  | 1 | 6  | 35  | 48  | -13  | 10  | Apurado para Grupo 2 |
| 5   | AE Física D       | 10 | 2  | 1 | 7  | 37  | 73  | -36  | 7   | Apurado para Grupo 2 |
| 6   | GC Odivelas       | 10 | 0  | 0 | 10 | 17  | 125 | -108 | 0   | Apurado para Grupo 2 |

### Fase II - Apuramento à IIIª Fase
Prova realizada pelos 3ºs classificados dos grupos Norte, Centro e Sul na primeira fase de apuramento.
| Pos | Equipa            | J | V | E | D | GM | GS | Diff | Pts | Classificação        |
| --- | ----------------- | - | - | - | - | -- | -- | ---- | --- | -------------------- |
| 1   | APAC Tojal        | 2 | 2 | 0 | 0 | 12 | 4  | +8   | 4   | Apurado para Grupo 1 |
| 2   | AD Sanjoanense    | 2 | 1 | 0 | 1 | 5  | 5  | 0    | 2   | Apurado para Grupo 1 |
| 3   | C Iinfante Sagres | 2 | 0 | 0 | 2 | 4  | 12 | -8   | 0   | Apurado para Grupo 2 |

### Fase III - GRUPO 2
Atualizado a 13/04/2024 
| Pos | Equipa           | J  | V  | E | D  | GM  | GS | Diff | Pts | Classificação                |
| --- | ---------------- | -- | -- | - | -- | --- | -- | ---- | --- | ---------------------------- |
| 1   | CENAP            | 16 | 14 | 1 | 1  | 83  | 23 | +60  | 43  | Disputa Apuramento à 3ª Fase |
| 2   | Stuart Massamá   | 16 | 13 | 1 | 2  | 102 | 16 | +87  | 40  | Disputa Apuramento à 3ª Fase |
| 3   | AA Coimbra       | 16 | 10 | 2 | 4  | 64  | 35 | +29  | 32  | Disputa Apuramento à 3ª Fase |
| 4   | AE Física D      | 16 | 8  | 2 | 6  | 54  | 48 | +6   | 26  | Disputa Apuramento à 3ª Fase |
| 5   | CH Carvalhos     | 16 | 6  | 2 | 8  | 33  | 38 | -5   | 20  | Termina a Prova              |
| 6   | Ginásio Odivelas | 16 | 6  | 0 | 10 | 67  | 98 | -31  | 18  | Termina a Prova              |
| 7   | C Infante Sagres | 16 | 4  | 2 | 10 | 42  | 97 | -55  | 14  | Termina a Prova              |
| 8   | Af Arazede       | 16 | 3  | 2 | 11 | 38  | 78 | -40  | 11  | Termina a Prova              |
| 9   | Acdémico FC      | 16 | 1  | 2 | 13 | 22  | 73 | -51  | 5   | Termina a Prova              |

### Fase III - GRUPO 1
Atualizado a 13/04/2024 
| Pos | Equipa                | J  | V  | E | D  | GM  | GS  | Diff | Pts | Classificação                |
| --- | --------------------- | -- | -- | - | -- | --- | --- | ---- | --- | ---------------------------- |
| 1   | SL Benfica            | 14 | 13 | 1 | 0  | 112 | 18  | +94  | 40  | Apuramento para a 3ª Fase    |
| 2   | HC Turquel            | 14 | 12 | 1 | 1  | 83  | 28  | +55  | 37  | Apuramento para a 3ª Fase    |
| 3   | CA Feira              | 14 | 8  | 2 | 4  | 62  | 43  | +19  | 26  | Apuramento para a 3ª Fase    |
| 4   | Ad Sanjoanense        | 14 | 5  | 2 | 7  | 41  | 65  | -24  | 17  | Apuramento para a 3ª Fase    |
| 5   | Escola Livre Azeméis  | 14 | 5  | 2 | 7  | 52  | 54  | -2   | 17  | Disputa Apuramento à 3ª Fase |
| 6   | APAC Tojal            | 14 | 4  | 3 | 7  | 44  | 60  | -16  | 15  | Disputa Apuramento à 3ª Fase |
| 7   | ACD Gulpilhares       | 14 | 3  | 1 | 10 | 47  | 63  | -16  | 10  | Disputa Apuramento à 3ª Fase |
| 8   | ACD Vila Boa do Bispo | 14 | 0  | 0 | 14 | 20  | 130 | -110 | 0   | Disputa Apuramento à 3ª Fase |

1. ↑  https://www.hoqueipatins.pt/liga/nacional-feminino-zona-norte
2. ↑  https://www.hoqueipatins.pt/liga/nacional-feminino-zona-centro
3. ↑  https://www.hoqueipatins.pt/liga/nacional-feminino-zona-sul
4. ↑  https://www.hoqueipatins.pt/liga/nacional-feminino-prova-de-apuramento
5. ↑  https://www.hoqueipatins.pt/liga/feminino-prova-2-grupo-2
6. ↑  https://www.hoqueipatins.pt/liga/feminino-prova-2-grupo-1